# Enrique Royo
Enrique Royo Herranz (Logroño, La Rioja, 14 de junio de 1991) es un futbolista profesional español que juega en la posición de portero en la S. D. Logroñés de la Segunda Federación.

## Trayectoria
Fue el tercer portero de la Real Sociedad, y durante las temporadas 2012-13 y 2013-14 fue convocado en algo más de una docena de partidos con el primer equipo, debido a las ausencias de Claudio Bravo o Eñaut Zubikarai en algunos partidos. Sin embargo no debutó con el primer equipo de la Real Sociedad. Su primer equipo fue la U. D. Logroñés. 
En verano de 2014 rescindió su contrato y se fue a la cantera del R. C. D. Mallorca.
En julio de 2015 firmó con el C. D. Guijuelo.
El 1 de julio de 2018 firmó con el C. D. Badajoz. En 2019 batió una registro que duraba 46 años con 744 minutos sin encajar un gol como local. Dos años después no encajó durante nueve partidos seguidos, superando los 800 minutos sin recoger el balón de su portería.
El 20 de julio de 2021 rescindió su contrato con el C. D. Badajoz y firmó por el C. E. Sabadell F. C. Tras un año en el equipo catalán, el 1 de julio de 2022 regresó al C. D. Badajoz.
Tras terminar contrato con el Badajoz en 2023, volvería a la U. D. Logroñés donde firmó por una temporada. Continuó un segundo año, tras el cual cambió de equipo pero no de ciudad al fichar por la S. D. Logroñés.

## Clubes
| Club                  | País   | Año       |
| --------------------- | ------ | --------- |
| U. D. Logroñés        | España | 2010-2011 |
| Real Sociedad "B"     | España | 2011-2014 |
| R. C. D. Mallorca "B" | España | 2014-2015 |
| C. D. Guijuelo        | España | 2015-2018 |
| C. D. Badajoz         | España | 2018-2021 |
| C. E. Sabadell F. C.  | España | 2021-2022 |
| C. D. Badajoz         | España | 2022-2023 |
| U. D. Logroñés        | España | 2023-2025 |
| S. D. Logroñés        | España | 2025-     |